# Flinders Bay

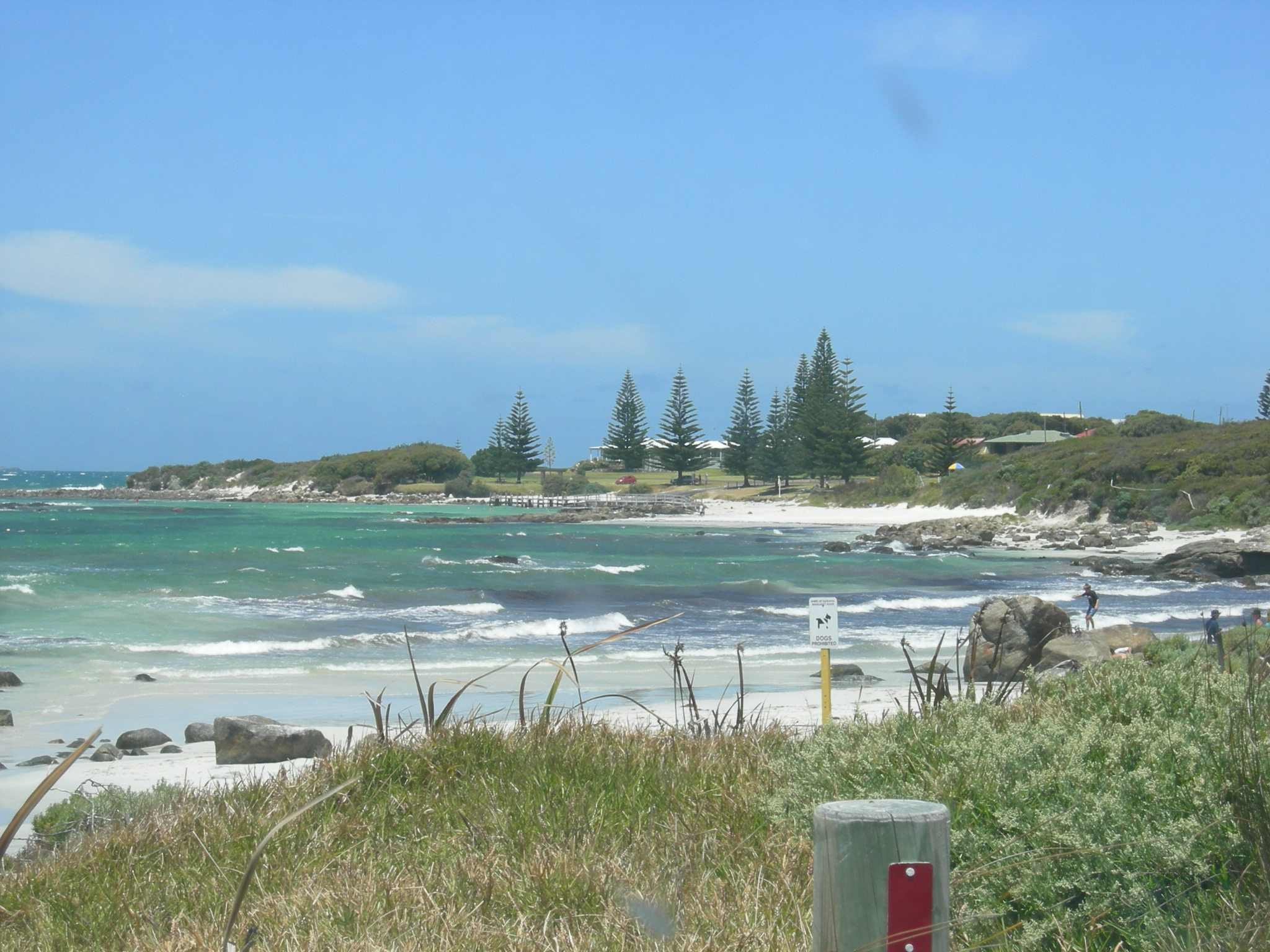
Flinders Bay vista da nord

Flinders Bay (34° 21' 00" S 115° 20' 00" E) è una baia situata nello stato dell'Australia Occidentale, in Australia. È una località che si trova immediatamente a sud della città di Augusta e vicina alla bocca del fiume Blackwood, a nord-est di Cape Leeuwin.

## Storia
Nei primi anni del XIX secolo, la baia era conosciuta con il nome di Dangerous Bight. Prese poi il nome dal navigatore Matthew Flinders (1774 – 1814), che fu il primo ad attraversarla il 7 dicembre 1801.
Il nome Flinders Bay si riferisce anche al piccolo insediamento situato nei pressi della baia, noto perché, oltre ad essere una base per i numerosi pescherecci di quella zona costiera, era il terminale della linea ferroviaria Flinders Bay Branch Railway (chiusa nel 1957). Questo insediamento veniva in un primo tempo considerato separato da Augusta, mentre oggi è considerato parte meridionale della città.